# Феодора (супруга Феофила)
Феодо́ра (греч. Θεοδώρα — Божий дар, 815—867 гг.) — византийская императрица, жена императора-иконоборца Феофила, регентша (842 — 856 годы) при своём сыне императоре Михаиле III.
Почитается христианской церковью как святая за восстановление иконопочитания. Память блаженной Феодоры в православной церкви совершается 11 (24) февраля, в католической — 11 февраля.

## Жизнеописание

### Происхождение и брак
Феодора родилась около 815 года в Пафлагонии (область на севере Малой Азии) в городе Эвиссе в семье друнгария Марина и Феоктисты. Семья Феодоры, возможно, имела армянское происхождение. По предположению Н. Адонца, принадлежала к роду Мамиконянов. Однако в «Оксфордском словаре Византии» американский историк Н. Гарсоян отмечает, что источников, доказывающих этот тезис, нет. По мнению Р. Дженкинса, Варда, будучи родным братом Феодоры имел армянское происхождение.
Родители Феодоры были сторонниками иконопочитания и воспитали свою дочь очень набожной (это потом заставляло её чувствовать себя неловко при императорском дворе). Феодора стала женой императора Феофила, который выбрал её на смотре самых красивых девушек империи, проведённом по указанию его мачехи Евфросинии.

Мать Феофила Евфросиния послала по всем областям и собрала красивых девиц для брачного выбора Феофилу. Поставив их всех в палате, называвшейся Жемчужный Триклиний, мать дала Феофилу золотое яблоко со словами: «Отдай той, которая понравится». Была в числе невест одна благородная девица, по имени Икасия, чрезвычайно красивая. Феофил, увидев её и восхитившись её красотой, сказал: «Чрез женщину зло излилось на землю.» Икасия со скромностью возразила: «Но и чрез женщину бьют источники лучшего». Оскорбленный возражением, царь отверг Икасию и отдал яблоко Феодоре, родом пафлагонянке.

Венчание Феодоры и Феофила состоялось в 831 году в церкви святого Стефана в Дафнийском дворце Константинополя. После брака мать Феодоры получила чин «опоясанной патрикии», её сестры также были приглашены ко двору и вышли замуж за императорских сановников; быструю карьеру при дворе сделали и её братья Петрон и Варда.
В браке у Феодоры родилось пять дочерей (Фекла, Анна, Анастасия, Пульхерия, Мария) и два сына — старший Константин, утонувший в детстве (ок. 835), и младший Михаил, ставший в 842 году императором.

### Тайное иконопочитание

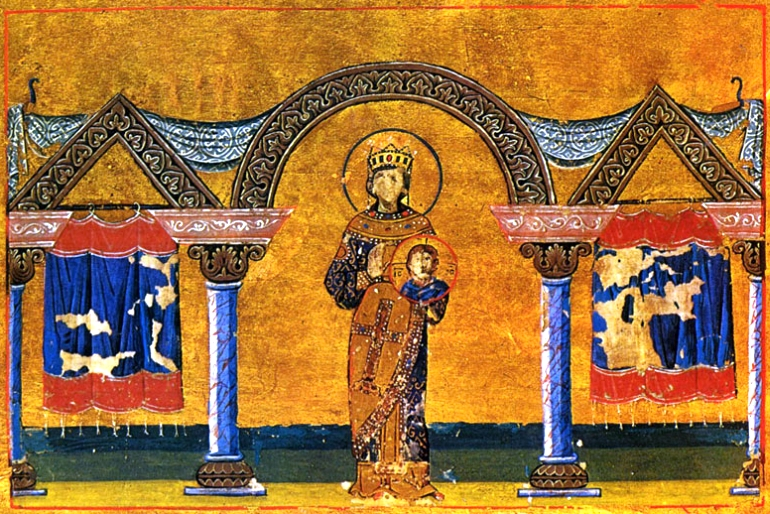
Императрица Феодора. Миниатюра из Минология Василия II, конец X-начало XI вв.

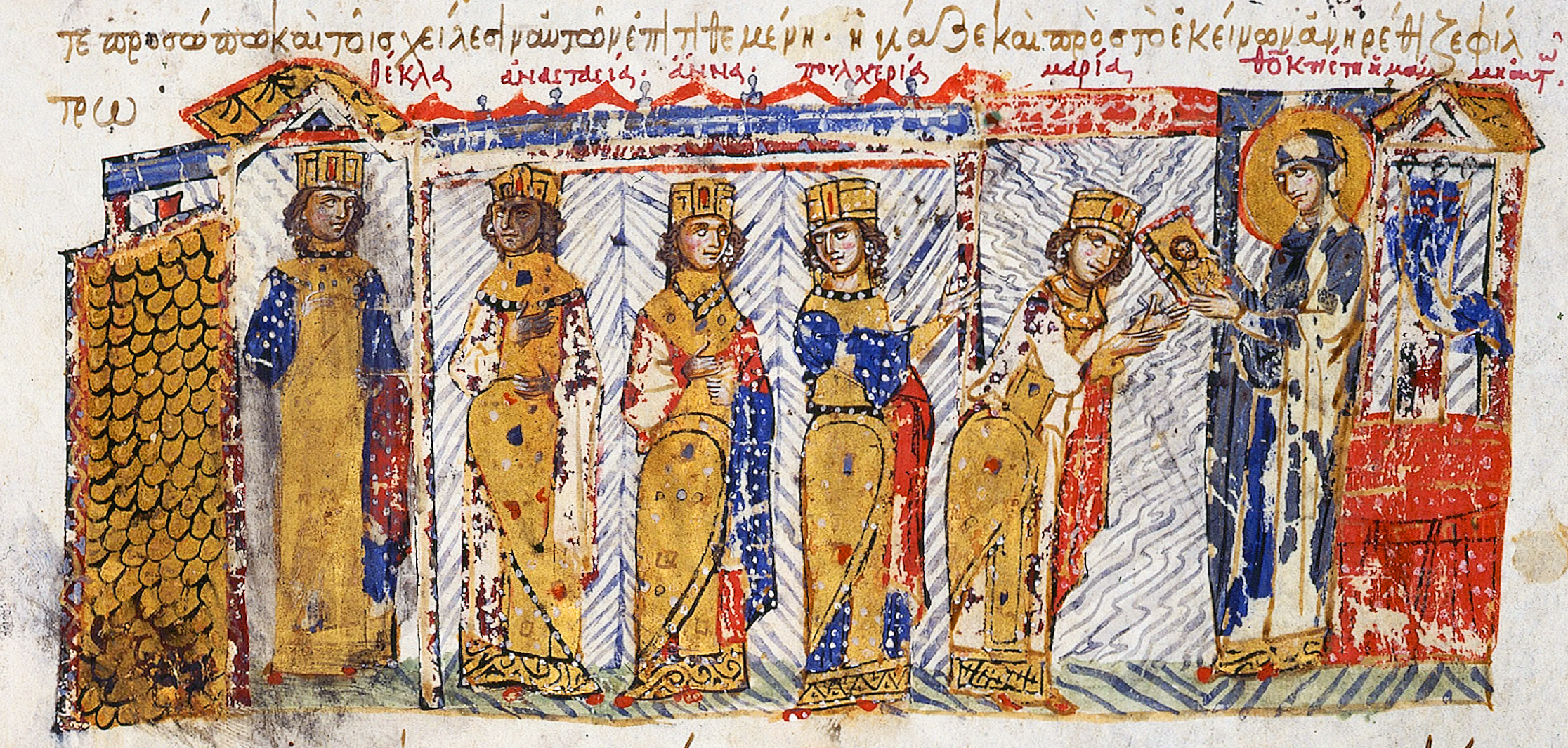
Феодора приводит своих дочерей к их бабке Феоктисте. Миниатюра из Хроники Иоанна Скилицы, начало XIII века.

Вместе с Феодорой в императорской семье появилось тайное иконопочитание. Её супруг продолжал политику своего отца императора Михаила II в области иконоборства. Феодора хоть и пыталась оказывать поддержку своим друзьям, но сама была вынуждена скрывать от мужа и придворных иконы. Она прятала их под одеждой, а также во множестве ларцов в своей половине дворца. Продолжатель Феофана описывает случай, когда Феодору за молитвой перед иконами застал императорский шут Дендрис и без злого умысла проговорился об этом императору:
| «Царь все понял, воспылал гневом и, как встал из-за стола, сразу отправился к жене, осыпал её всякой бранью и бесстыдным языком своим обозвал идолопоклонницей и передал слова помешанного. На что она, уняв гнев, сразу ответила: „Не так, совсем не так, царь, понял ты это. Мы со служанками смотрелись в зеркало, а Дендрис увидел отраженные там фигуры, пошел и без всякого смысла донёс о том господину и царю“. Так удалось ей тогда погасить царский гнев». |

За свою болтливость шут был подвергнут Феодорой телесному наказанию, и когда потом император узнавал у Дендриса «не целует ли снова мама красивых лялек», тот схватился за зад и отказался отвечать о «ляльках».
К иконопочитанию в тайне от отца приучали и его детей, которые часто бывали в доме их бабки Феоктисты, матери Феодоры (согласно Продолжателю Феофана; по Логофету же это была Евфросиния, мачеха Феофила). Однажды младшая дочь Феодоры рассказала отцу, что их бабка в ларце держит «прекрасных кукол», которых прикладывает ко лбу своих внучек и просит, чтобы их с благоговением целовали. Император не стал наказывать Феоктисту, которой одной по праву родства дозволяли осуждать иконоборчество, но запретил возить детей к бабке. Историки отмечают, что практически всё окружение императора было на стороне иконопочитания, знал об этом и император.

### Регентство Феодоры
На смертном одре Феофил провозгласил Феодору регентшей при своём двухлетнем сыне Михаиле и потребовал от неё и логофета Феоктиста поклясться, что они останутся верны проводившейся им политике и не поколеблют положения его друга, патриарха Иоанна. Перед смертью Феофил, опасаясь борьбы за престолонаследие, потребовал принести ему голову влиятельного военачальника Феофоба, женатого на сестре императора. По рассказу Продолжателя Феофана Феофил умер, держа голову Феофоба в своих руках.
После смерти Феофила 20 января 842 года Феодора стала регентом на время несовершеннолетия юного монарха. Империей в этот период вместе с Феодорой управлял Совет, состоящий из логофета Феоктиста, Варды, брата Феодоры, и магистра Мануила, дяди Феодоры, которые были, как и императрица, сторонниками иконопочитания.

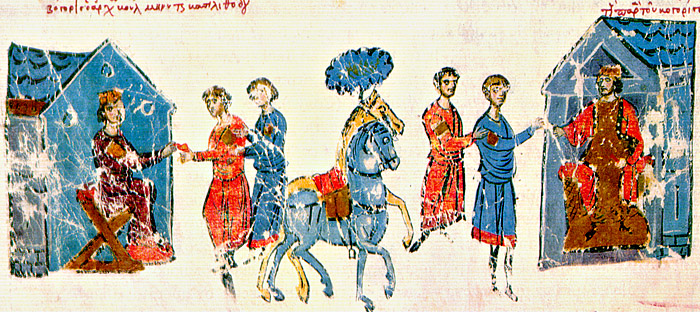
Царь Борис I шлёт послов к императрице Феодоре. Миниатюра из Хроники Иоанна Скилицы, начало XIII века

В период регентства Феодора добилась успехов в области управления империей: ряд военных побед, одержанных над арабами, подавление восстания славян в Элладе, миссионерская деятельность среди хазар и болгар. В период её правления было отражено нашествие болгарского царя Бориса I, которому, по словам византийских писателей, Феодора направила послание со следующими словами: «Если ты восторжествуешь над женщиной, слава твоя не будет стоить ничего; но если тебя разобьет женщина, ты станешь посмешищем целого мира». Слова послания носят легендарный характер, воспроизводя слова амазонок в «Романе об Александре» Псевдо-Каллисфена. После военных неудач Борис принял решение в начале 860-х годов о принятии христианства своим народом и был крещён под именем Михаила — в честь сына императрицы Феодоры. Продолжатель Феофана отмечает личную роль Феодоры в деле христианизации Болгарии, хотя, следуя агиографической традиции, основную причину крещения видит в избавлении болгар с помощью Бога от сильного голода.
В заслугу Феодоре следует отнести хорошее управление финансами империи. Когда она отошла от дел управления, государственная казна была наполнена: «имеется в царской казне золота — девяносто тысяч кентинариев, серебра же три тысячи, что часть денег добыл и накопил её муж, а часть она сама, ибо не любит роскошествовать и расточать средства».

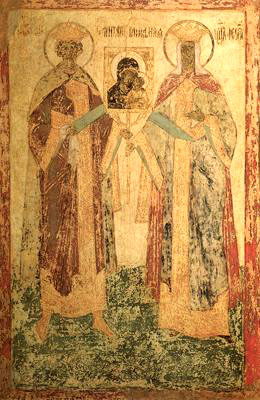
Феодора и Михаил. Фреска Благовещенского собора Московского Кремля

Историки отмечают, что фактическая власть в империи в период регентства Феодоры принадлежала логофету Феоктисту, имевшему огромное влияние на Феодору. Он добился права жить в императорском дворце, это порождало слухи при дворе насчет характера его отношений с императрицей. Диль отмечает, что Феодора даже думала выйти за него замуж или выдать одну из своих дочерей, а чтобы освободить ему дорогу к полной власти, она была готова по примеру императрицы Ирины ослепить своего сына.

## Источники и историография

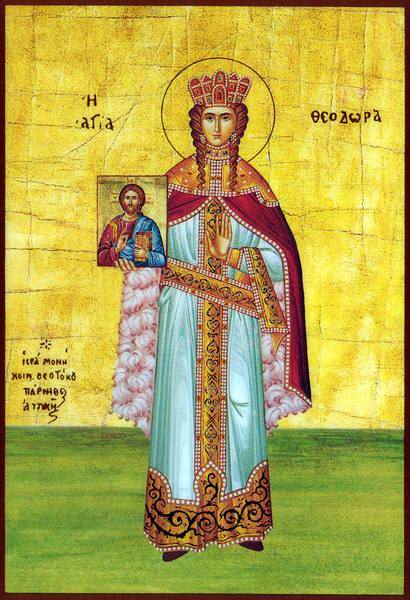
Святая царица Феодора
(греческая икона, XIX век)

### Отход от управления и кончина

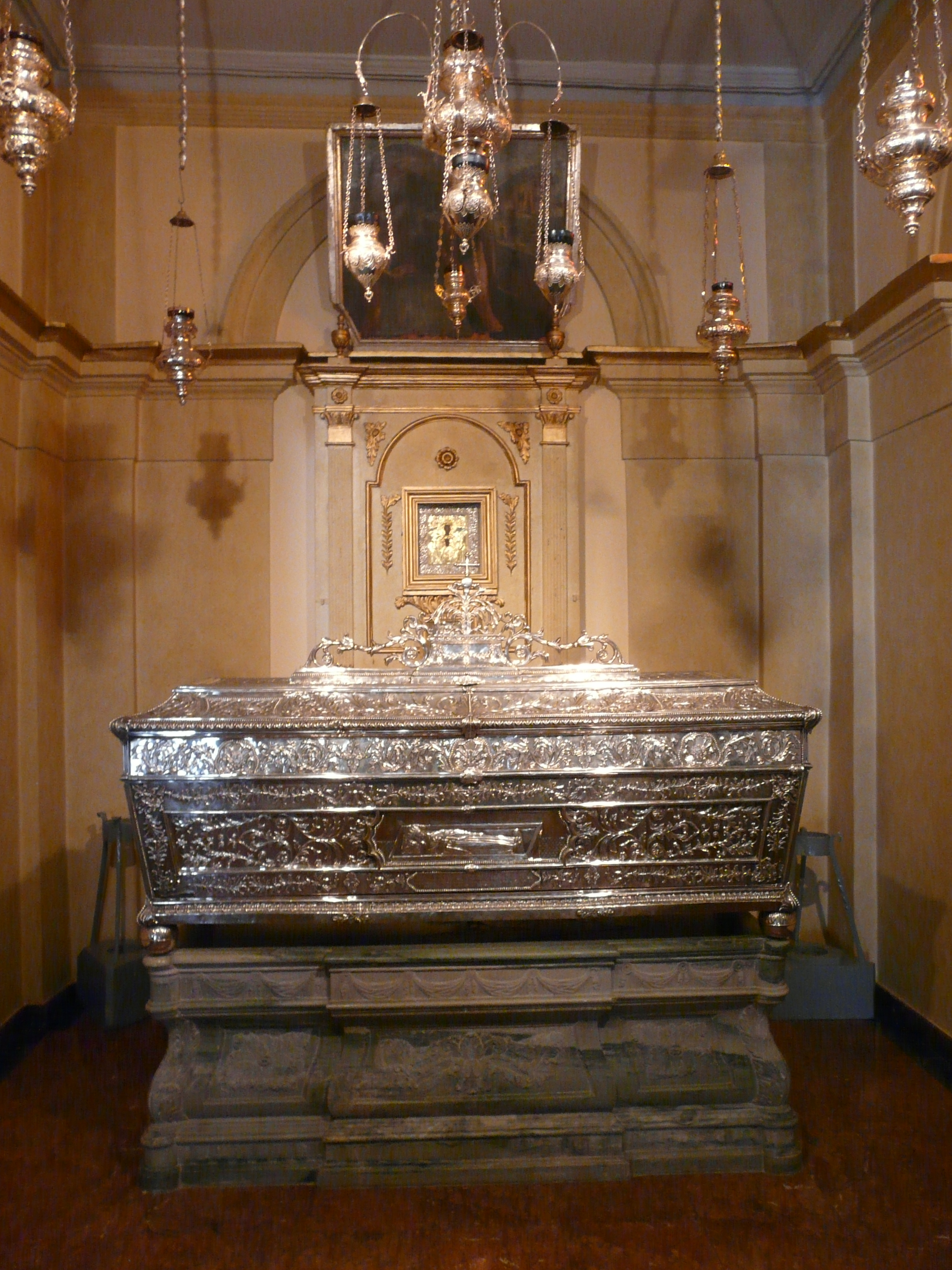
Рака с мощами императрицы Феодоры

Сын Феодоры, молодой император Михаил III, отличался несдержанным поведением и заслужил у современников прозвище «Пьяница». Он устраивал оргии, заставляя одного из собутыльников играть роль шутовского патриарха, а всё сборище делал шутовским духовным собором, подражая церковным церемониям.
В 856 году Михаил, которому было 16 лет, по наущению Варды (своего дяди по матери), который стал оказывать сильное влияние на молодого императора, приказал убить логофета Феоктиста. Феодора прокляла Варду, и, отдав отчет сенату о состоянии государственной казны, официально оставила регентство, передав всю власть сыну.
Вскоре, согласно Продолжателю Феофана, Феодора с 4 незамужними дочерьми была насильно пострижена по приказу своих братьев и сына-императора в монахини и заключена в константинопольском дворце Кариан. Там она вела тихую частную жизнь под надзором Варды, возможно там же была свидетелем набега русов на Константинополь в 860 году. После кончины её тело было перенесено в Гастриев монастырь, куда также переселились её дочери. По другим источникам Феодора 8 лет вела праведную жизнь в монастыре, где мирно скончалась 11 февраля 867 года. Мощи Феодоры в 1460 году были перенесены на Корфу, где и хранятся по настоящее время в кафедральном соборе.

## Восстановление иконопочитания

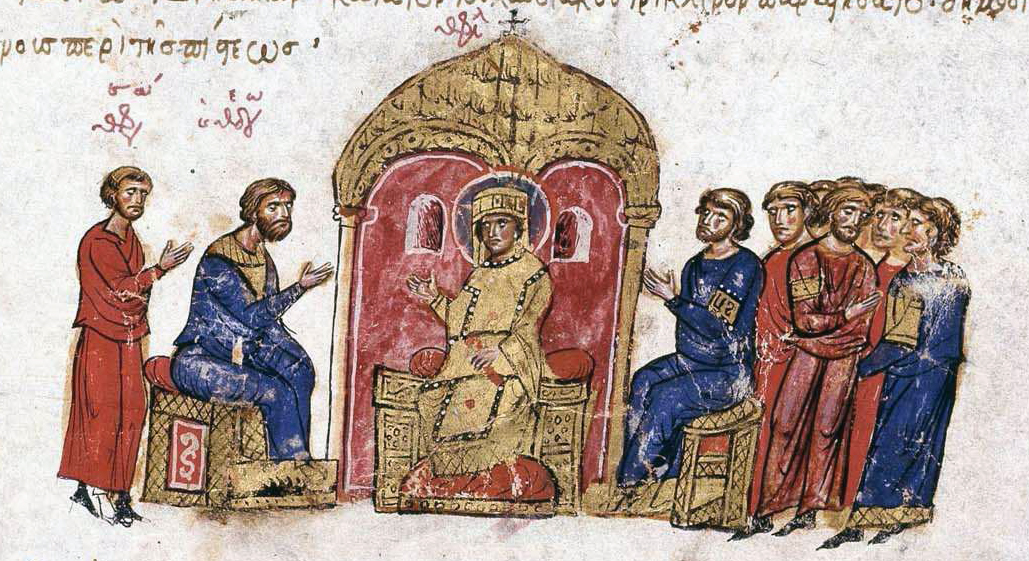
Дискуссия по вопросам веры и икон с участием императорицы Феодоры. Миниатюра из Хроники Иоанна Скилицы, начало XIII века

### Константинопольский собор 843 года
Восстановление иконопочитания было произведено Феодорой сразу после смерти императора Феофила. На сороковой день его кончины в Константинополе для этой цели был созван церковный собор. Для восстановления иконопочитания необходимо было сменить патриарха-иконоборца Иоанна Грамматика. Феодора, по совету Мануила, направила Иоанну письмо с просьбой оставить патриарший престол. Получив этот ультиматум от Феодоры, Иоанн попросил время на размышление, после чего нанёс себе ножом неопасные раны в живот, а затем заявил, что посланец Феодоры пытался его убить. Было произведено расследование, согласно которому патриарха признали, ссылаясь на показания прислуги, виновным в намеренном нанесении себе ран с целью вызвать волнение в обществе. Иоанн был свергнут церковным собором с кафедры «за попытку самоубийства», изгнан из церкви и сослан в своё имение в деревне (по другим данные он был заключён в монастыре Клидион на Босфоре). По хронике Георгия Амартола Иоанн после изгнания выскоблил глаза на нескольких иконах, за что «нанесли ему ременными плетьми 200 ран».
Новым константинопольским патриархом был избран Мефодий, пострадавший от иконоборцев. На соборе был зачитан и одобрен томос, текст которого не сохранился, но из других источников известно, что он провозглашал необходимость восстановления почитания икон, подтверждал законность постановлений семи вселенских соборов и анафематствовал иконоборчество. Также собор вернул из ссылок всех ранее осуждённых за почитание икон, епископы-иконоборцы были изгнаны с кафедр, на которые возвратились архиереи, пострадавшие при Феофиле.
Одной из просьб императрицы Феодоры при восстановлении почитания икон было не произносить анафемы на её покойного мужа и разрешить его от грехов. На возражение патриарха Мефодия, что церковь имеет право прощать живых, приносящих покаяние, но не может ничего относительно человека, умершего в состоянии смертного греха, Феодора рассказала, что император перед смертью раскаялся в грехах и целовал, принесённую Феодорой икону. Некоторые историки считают, что это был благочестивый обман Феодоры, любившей своего мужа, другие, однако не отрицают возможности, что она при последнем дыхании мужа прикладывала к его устам икону, следуя своим религиозным убеждениям. Выслушав Феодору, собор постановил в течение недели по всем церквям столицы молиться за спасение души покойного императора.
Церковное предание сообщает, что патриарх Мефодий, чтобы принять решение об отпущении грехов Феофила, написал на пергаменте имена всех императоров-иконоборцев и положил его на жертвенник в алтаре Святой Софии, а потом во сне увидел ангела, возвестившего, что Бог помиловал императора. Утром в подтверждение сна патриарх увидел, что на пергаменте место с именем Феофила стало белым, что было расценено как знак прощения. После этого собор письменно подтвердил отпущение грехов императора. Однако позже некоторые церковные деятели попрекали этим Феодору. Когда Феодора во время пира по случаю Торжества Православия опечалилась, увидев на лбу преподобного Феофана выжженные буквы (наказание за почитание икон), тот сказал: «За эту надпись я буду судиться с твоим мужем и царём пред нелицеприятным судилищем Божиим». Впрочем, патриарх и другие архиереи подтвердили отпущение грехов Феофила.

### «Торжество православия»
После церковного собора Феодора устроила церковное торжество, которое пришлось на первое воскресенье Великого поста, бывшее в 843 году 11 марта (по другим данным — 19 февраля). По словам церковного историка Карташёва один из византийских летописцев описал это событие таким образом:

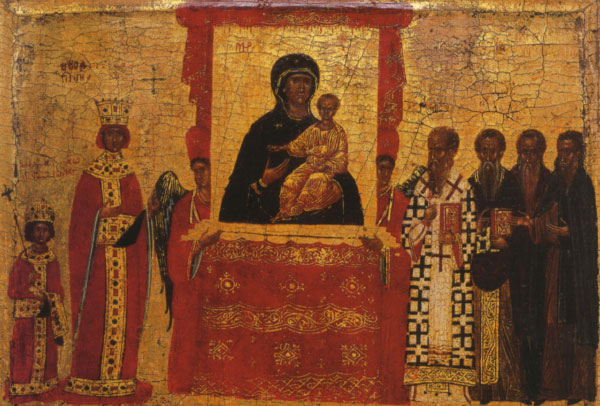
Императрица Феодора и император Михаил III
Икона «Торжество православия» (фрагмент). Византия, первая половина XV века

Царица предложила святейшему патриарху Мефодию известить и собрать всех православных митрополитов, архиепископов, игуменов, клириков и мирян, чтобы пришли в Великую Церковь Божию с честными крестами и святыми иконами в первое воскресенье святого Поста.

И когда бесчисленное множество народа собралось, приходит и сам царь Михаил со святой и православной матерью своей Феодорой и со всем синклитом… соединившись со святым Патриархом, вместе двинулись от алтаря со святыми иконами и честным крестом и святым евангелием и пошли с литией до ворот дворца, так называемых Кентавриевых. И после долгой молитвы и сокрушенного многоплачевного и умиленного взывания Κύριε ελέησον возвратились во святой храм для совершения божественной таинственной литургии с великой радостью и торжеством.

И таким образом восстановлены святые и честные иконы для почитания и поклонения в храме Божием. Благочестивые же самодержцы со всечестным и святым патриархом Мефодием и бывшими при нём тогда митрополитами и преподобными подвижниками постановили: ежегодно в первое воскресение святого Поста праздновать торжественно в Великой Божией Церкви сей святой и честной праздник, который и празднуется доныне. Иконы одновременно были поставлены и во всех церквах Константинополя.

В воспоминание об этом событии, значимом для христианского мира, и в память блаженной Феодоры ежегодно в первое воскресенье Великого поста православная церковь торжественно празднует восстановление иконопочитания, именуемое «Торжество православия».

### Период реакции

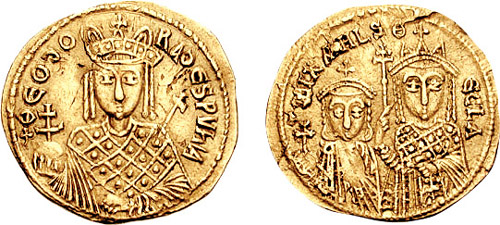
На золотом солиде времён регентства Феодоры маленький Михаил III изображён с сестрой Феклой на реверсе, в то время как портрет его матери в императорских одеждах помещён на аверсе

После Константинопольского собора в империи начался период реакции. В Константинополь были торжественно перенесены останки знаменитых исповедников православия Феодора Студита и патриарха Никифора, пострадавших за свою веру и умерших в изгнании. На встречу останков вышла Феодора с сыном и весь двор, неся в руках свечи. Пешком они шли вслед за мощами до церкви Двенадцати апостолов. Была осквернена могила императора Константина V, без всякого уважения к императорскому сану его останки были выброшены на улицу, а из мраморного саркофага, распилив на тонкие плитки, сделали облицовку для одной из комнат императорского дворца. В знак победы иконопочитания на монетах и печатях после 843 года вновь появляется изображение Христа.
В период регентства Феодоры начались преследования людей, отрицающих иконопочитание. Диль сообщает, что она мечтала о славе истребления еретиков, и по её приказанию павликианам было предложено на выбор: обращение в православие или смерть. После отказа павликиан изменить религиозные убеждения в местность Малой Азии, населённую ими, были направлены с карательными экспедициями три военачальника: Аргир, Судал и Дука. От рук императорских инквизиторов под пытками погибло около ста тысяч человек: «одних павликиан распяли на кресте, других обрекли мечу, третьих — морской пучине. Около десяти мириадов составляло число загубленных, их имущество было отправлено и доставлено в царскую казну». Гонения на павликан начались задолго до прихода Феодоры к власти. Обороняясь, те вступили в военный союз с мусульманами и совершали набеги на византийские владения. Несмотря на истребление павликан при Феодоре, секта потерпела поражение значительно позднее в 871 году, но церкви не удалось окончательно уничтожить ересь.